# Ernst Stötzner
Ernst Stötzner (* 1952 in Frankfurt am Main) ist ein deutscher Schauspieler und Regisseur.

## Leben
Ernst Stötzner wurde 1974 an der staatlichen Schauspielschule in Frankfurt am Main angenommen. Nach dem Schauspielstudium von 1974 bis 1976 an der Hochschule für Musik und Darstellende Kunst Frankfurt am Main fand er seine künstlerische Heimat 1978 an der Berliner Schaubühne.  Als Schauspieler arbeitete er mit Regisseuren wie Peter Stein (Klassen Feind, 1983), Luc Bondy oder Klaus Michael Grüber zusammen und gewann 2002 eine Auszeichnung als bester Schauspieler Nordrhein-Westfalens. Außerdem war er Sprecher in Hörstücken und Konzerten von Heiner Goebbels. 1995 spielte er die Rolle des Franz in Emir Kusturicas Underground.
Von der Spielzeit 2006/07 bis 2009/10 war Stötzner Ensemblemitglied des Deutschen Theaters Berlin. Für seine dortige Darstellung des Puck im Sommernachtstraum unter der Regie von Jürgen Gosch erhielt Stötzner den Gertrud-Eysoldt-Ring 2007. 2008 spielte er die Titelrolle in Richard III. unter der Regie von Claus Peymann am Berliner Ensemble. Seit der Spielzeit 2009/2010 ist Stötzner wieder Ensemblemitglied an der Berliner Schaubühne.
Seit Ende der 1980er Jahre arbeitet Stötzner auch als Regisseur. Inszenierungen waren an der Schaubühne Heimweh von Franz Jung, 1989, Archäologia von Alexei Schipenko, 1993, am Berliner Maxim-Gorki-Theater Die Unbekannte aus der Seine von Horváth, 1991, am Nationaltheater Mannheim Kabale und Liebe von Schiller, 1995, am Schauspielhaus Zürich Zyriko von Alexei Schipenko, 1998, am Schauspielhaus Bochum Hedda Gabler von Ibsen und Die Wahlverwandtschaften von Goethe.
2012 sprach er den Stephen Dedalus im Hörspiel Ulysses nach James Joyce, dem mit 22 Stunden bis dahin längsten Hörspiel des Südwestrundfunks und eine der aufwendigsten Hörspielproduktionen der ARD. 2013 war Stötzner für seine Nebenrolle des fremdgehenden Ehemanns in Was bleibt von Hans-Christian Schmid für den Deutschen Filmpreis nominiert.
Seit 2017 ist er in den ZDF-Ostfrieslandkrimis als Vater der Protagonistin Ann Kathrin Klaasen zu sehen. In der ZDF-Herzkino-Filmreihe Nächste Ausfahrt Glück spielt er seit 2020 den dementen Vater der von Dirk Borchardt verkörperten Hauptfigur.
Mittlerweile ist Stötzner ebenfalls im Deutschen Schauspielhaus in Hamburg zu sehen.

## Filmografie (Auswahl)
- 1983: Klassen Feind
- 1998: Bella Block: Auf der Jagd (Fernsehreihe)
- 2000: Die Einsamkeit der Krokodile
- 2001: Schimanski: Kinder der Hölle (Fernsehreihe)
- 2001: Stahlnetz (Fernsehserie, Folge Innere Angelegenheiten)
- 2003: Tatort: Der schwarze Troll (Fernsehreihe)
- 2004: Der Elefant – Mord verjährt nie (Fernsehserie, Folge Liebesbrief eines Toten)
- 2004: Der letzte Zeuge (Fernsehserie, Folge Die Jungs aus Dahlem)
- 2004: Tatort: Heimspiel
- 2005: Solo für Schwarz – Tod im See (Fernsehreihe)
- 2006: Klimt
- 2007: Contergan (Fernsehfilm)
- 2008: Das Papst-Attentat (Fernsehfilm)
- 2009: This Is Love
- 2010: Die kommenden Tage
- 2012: Was bleibt
- 2013: Tatort: Allmächtig
- 2013: Meine Schwestern
- 2014: Alles Verbrecher – Eiskalte Liebe (Fernsehreihe)
- 2014: Die Pilgerin (Fernsehzweiteiler)
- 2014: Die Zeit mit Euch (Fernsehfilm)
- 2014: Letzte Spur Berlin (Fernsehserie, Folge Staatsfeindin)
- 2014: Bella Block: Für immer und immer
- seit 2014: Helen Dorn (Fernsehreihe) → siehe Episodenliste
- 2015: Tiefe Wunden – Ein Taunuskrimi (Fernsehreihe)
- 2015: Alles Verbrecher – Leiche im Keller
- 2015: Dengler: Die letzte Flucht (Fernsehreihe)
- 2015: Jack
- 2015: Der verlorene Bruder
- 2015: Nord Nord Mord – Clüvers Geheimnis (Fernsehreihe)
- 2015: Die Himmelsleiter (zweiteiliger Fernsehfilm)
- 2016: Mutter reichts jetzt
- 2016: Frantz
- 2016: Jeder stirbt für sich allein (Alone in Berlin)
- 2017: Zwei Bauern und kein Land (Fernsehfilm)
- 2017: Charité (Fernsehserie, 6 Folgen)
- seit 2017: Babylon Berlin
- 2017: Tatort: Der Fall Holdt
- 2017: Tatort: Der wüste Gobi
- seit 2017: Ostfrieslandkrimis (Fernsehreihe) → siehe Episodenliste
- 2018: Opa wird Papa (Fernsehfilm)
- 2018: 1918 Aufstand der Matrosen (Fernsehfilm)
- 2018: Unser Kind (Fernsehfilm)
- 2018: Der Pass (Fernsehminiserie, 5 Folgen)
- 2019: Die Freundin meiner Mutter (Fernsehfilm)
- 2019: Brecht
- 2019: Die Neue Zeit (Fernsehminiserie, 2 Folgen)
- 2019: Der König von Köln (Fernsehfilm)
- 2020: Isi & Ossi
- seit 2020: Anna und ihr Untermieter (Fernsehreihe) → siehe Besetzung
- 2020: Contra
- seit 2021: Nächste Ausfahrt Glück (Fernsehreihe) → siehe Episodenliste
- 2021: Wenn das fünfte Lichtlein brennt (Fernsehfilm)
- 2021: Tatort: Und immer gewinnt die Nacht
- 2021: Die Chefin (Fernsehserie, 2 Folgen)
- 2022: Das Boot (Fernsehserie)
- 2024: Ich will mein Glück zurück